# 내가 매일 기쁘게 (텔레비전 프로그램)
《내가 매일 기쁘게》는 고난과 역경 속에 하나님을 만난 유명인들의 따끈따끈한 간증 이야기를 담은 CTS기독교TV의 토크 프로그램이다.

## 역대 MC
남성 진행자는 최선규가 첫 회부터 현재까지 고정으로 맡았으며, 최선규와 함께한 역대 여성 진행자는 3명이다.

### 남자
- 2003년 11월 4일 ~ 현재 : 최선규
- 2024년 4월 ~ 현재: 신현준

### 여자
- 2003년 11월 4일 ~ 2006년 2월 9일 : 정애리
- 2006년 2월 13일 ~ 2017년 2월 : 김현주
- 2017년 2월 ~ 현재 : 김지선